# 銀色の少年
『銀色の少年』（ぎんいろのしょうねん）は、円谷プロダクションプロデュースによる第一回公演として東京芸術劇場にて2004年10月8日から12日に上演された舞台作品。
『銀色の少年』という演目は、円谷プロ第三代社長である円谷皐のシングル曲『銀色の少年』（1991年10月21日、日本コロムビア）から採ったものと思われる。

## 出演
- 鈴木みさと
- きくち英一
- 影丸茂樹
- 市村直樹
- 匠耕作
- 岩崎光里
- 坂口真紀
- 近藤陽子
- 宮久保祐紀
- 原武昭彦
- 洞内秀
- 吉野俊哉
- 印旛巌児
- 打出親五

### ゲスト
- 桜井浩子
- 鈴木繭菓
- つるの剛士
- 斉藤麻衣
- 森次晃嗣

## スタッフ
- 作：紺野泰介（とちぼり木）
- 演出：岸哲生
- 舞台監督：田中里美(KNOCKS COMPANY)
- 美術：佐藤さい子
- 音響：高橋大輔(タツサウンド)
- 照明：中山仁(ライトスタッフ)
- 主催：円谷プロダクション